# Пустой дом (рассказ)
«Пусто́й дом» (англ. The Adventure of the Empty House) — один из пятидесяти шести рассказов о сыщике Шерлоке Холмсе, написанных британским писателем Артуром Конан Дойлом. 
Рассказ включён в сборник, составленный в 1905 году Конан Дойлем,  «Возвращение Шерлока Холмса». 
По мнению самого автора, этот рассказ — одно из двенадцати лучших его повествований о Шерлоке Холмсе, занимает шестое место. 
На русский язык переведён Д. Г. Лифшиц и др.

## Сюжет
Действие рассказа происходит спустя три года после событий, описанных в рассказе  «Последнее дела Холмса», в ходе которого главный герой «гибнет» (по мнению рассказчика - доктора Ватсона) в схватке с главой лондонского преступного мира профессором Мориарти у Рейхенбахского водопада.

### Убийство Рональда Адэра
Благодаря многолетней тесной дружбе с Холмсом Ватсон стал интересоваться разного рода уголовными делами. Однако дело о трагической гибели Рональда Адэра (в переводе И. Гуровой  - Эйдера) особенно взволновало Ватсона. Достопочтенный Рональд Адэ́р вращался в лучшем обществе, имел значительное состояние. Будучи любителем карточных игр, он состоял в трёх клубах — «Болдвин», «Кавендиш» и «Бэгетель». В день своей смерти он играл в клубе «Бэгетель». По показаниям полковника Морана и других игроков клуба становится известно, что в этот день Рональд проиграл, но не больше пяти фунтов. В этот вечер Рональд вернулся домой в свою комнату, заперев дверь изнутри. С этого момента из комнаты Рональда не донеслось ни одного звука. Однако вернувшись домой, его мать, леди Мэйнус, решила зайти к сыну, чтобы пожелать ему спокойной ночи. Несмотря на стук и крики, никто не отозвался. Когда взломали дверь, Рональд Адэр был обнаружен мёртвым. Позже было установлено, что он был убит револьверной пулей, однако ни оружия, ни следов проникновения посторонних в комнате не обнаружили. Мотивы преступления, а также то, каким образом было совершено убийство, оставались загадкой для следствия.

### Возвращение Шерлока Холмса
На протяжении дня Ватсон думал о деле, пытаясь найти объяснения загадочного убийства. Около шести часов Ватсон проходил мимо того самого дома, где произошло преступление. Высокий человек в тёмных очках высказывал свою теорию о случившемся. Рассуждения этого человека показались Ватсону настолько нелепыми, что он решил уйти с этого места. При этом он нечаянно толкнул старика, и тот рассыпал книги. Извинившись, Ватсон помог старику собрать книги и отправился домой. Однако через некоторое время его посетил тот самый старик. Он предложил Ватсону купить одну из его книг, указав на пустое место на его полке. Ватсон отвернулся, а когда снова повернул голову, увидел самого Шерлока Холмса, от чего потерял сознание. Придя в себя, Ватсон пожелал узнать, каким образом Холмсу удалось спастись. Холмс рассказал, что он не был в пропасти Рейхенбахского водопада и ему удалось сбежать от сообщника профессора Мориарти — полковника Морана. В тайну был посвящён только брат Шерлока Холмса — Майкрофт Холмс и только из-за того, что у Холмса были финансовые проблемы. Холмсу было важно, чтобы его считали погибшим. После суда над сообщниками профессора Мориарти на свободе осталось два опаснейших врага Холмса, одним из которых и был Моран. 

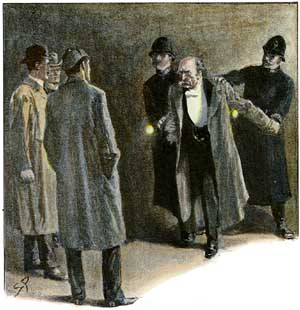
Арест Себастьяна Морана

 Два года Холмс путешествовал по Тибету, провёл несколько дней у Далай-ламы, побывал в Персии, Мекке, Хартуме. Вернувшись в Европу, Холмс оставался во Франции. Дело об убийстве Рональда Адэра заставило Холмса как можно скорее вернуться в Лондон.

### Пустой дом
После беседы Шерлок Холмс и доктор Ватсон направились в необитаемый дом, из окна которого можно было наблюдать дом Холмса на Бейкер-стрит 221Б. На окне были опущены шторы, и в ярко освещенной комнате, где жил Холмс, на фоне окна четко вырисовывался силуэт детектива, неотличимый от подлинного. Ранее Холмс, обнаружив, что за его квартирой следят, заказал восковую фигуру самого себя и установил её в своей комнате. Каждые 15 минут миссис Хадсон меняла положение скульптуры. Ватсон заметил двух человек, которые как будто бы укрывались от холода неподалёку от того места, откуда они с Холмсом наблюдали за окном. После полуночи в доме появился Себастьян Моран. Открыв окно, он достал ружьё и положил конец ствола на подоконник. Прицелившись, он выстрелил в мишень. Сразу после выстрела на него набросился Холмс, однако Моран смог дать ему отпор и схватил Холмса за горло. Тогда Ватсон ударил Морана рукояткой своего револьвера. После этого Холмс вызвал с помощью свистка подмогу, и в комнату ворвались два полисмена и инспектор Лестрейд. Себастьян Моран будет осуждён по обвинению в убийстве Рональда Адэра. По мнению Холмса, мотивом преступления было обвинение в жульничестве со стороны Рональда: если бы Морана исключили из клуба, он лишился бы единственного средства заработка.

## Русские переводы
В 1907 году появился  анонимный перевод в СПб.
В 1966 году в восьмитомном издании текстов Артура Конан Дойля опубликован  перевод Деборы Лифшиц.
В 1983 году вышел перевод И. Гуровой

## Экранизации
| Год  | Название                                                      | Страна         | Режиссёр          | Холмс           | Ватсон          |
| ---- | ------------------------------------------------------------- | -------------- | ----------------- | --------------- | --------------- |
| 1929 | Возвращение Шерлока Холмса / The Return of Sherlock Holmes    | США            | Бэзил Дин         | Клайв Брук      | Ривз-Смит       |
| 1980 | Приключения Шерлока Холмса и доктора Ватсона — Охота на тигра | СССР           | Игорь Масленников | Василий Ливанов | Виталий Соломин |
| 1986 | Возвращение Шерлока Холмса / The Return of Sherlock Holmes    | Великобритания | Питер Хаммонд     | Джереми Бретт   | Эдвард Хардвик  |

Та часть рассказа, где Холмс «оживает», включена в седьмую серию британского сериала «Шерлок» под названием «Пустой катафалк», а также в финальную серию российского сериала «Шерлок Холмс».
Более конкретно рассказ был адаптирован в финальном эпизоде сериала «Элементарно».